# BABY DON'T CRY (山下久美子の曲)
『BABY DON'T CRY』（ベイビー・ドント・クライ）は、1993年12月15日に、東芝EMI / EASTWORLDからリリースされた山下久美子26枚目シングル。

## 作品概要
「BABY DON'T CRY」は、アルバム『CENTURY LOVERS』からのシングルカットで、JAS『サービスアドバイザー募集』キャンペーン曲に起用された。
カップリング曲の「星になった嘘」と「TODAY I LOVE YOU MORE THAN YESTERDAY」は、ライヴ音源で収録されており、このシングルでしか聴くことができない。

## 収録曲
| #         | タイトル                                               | 作詞       | 作曲       | 編曲      | 時間  |
| --------- | ------------------------------------------------------ | ---------- | ---------- | --------- | ----- |
| 1.        | 「BABY DON'T CRY」                                     | 布袋寅泰   | 布袋寅泰   | 布袋寅泰  | 5:18  |
| 2.        | 「星になった嘘」(Live Version)                         | 竹花いち子 | 亀井登志夫 |           | 5:58  |
| 3.        | 「TODAY I LOVE YOU MORE THAN YESTERDAY」(Live Version) | 山下久美子 | 布袋寅泰   |           | 6:07  |
| 合計時間: | 合計時間:                                              | 合計時間:  | 合計時間:  | 合計時間: | 17:23 |